# Copa Sudamericana 2005
IV Copa Sudamericana 2005
Biorąc przykład z rozgrywek europejskich począwszy od tego sezonu w przypadku równego bilansu bramkowego do następnej rundy awansował zespół, który strzelił więcej goli na wyjeździe. W odróżnieniu jednak od Europy nadal nie było dogrywek i przy równym bilansie od razu przystępowano do losowania metodą rzutów karnych.

## 1/16 finału
Bez gry do 1/8 finału awansowały: CA Boca Juniors (obrońca tytułu), CA River Plate, CA Vélez Sarsfield, Pumas UNAM,  Club América, D.C. United

### Sekcja 1 (Argentyna)
CA Banfield - Estudiantes La Plata 2:0 i 1:2 (mecze 10.08 i 25.08)
1. 1:0 Fernando Ortiz 13s, 2:0 Renato Civelli 23
2. 0:1 Mariano Pavone 13, 0:2 Marcelo Carrusca 23k, 1:2 Marcos Galarza 56

CA Newell’s Old Boys - Rosario Central 0:0 i 0:1 (mecze 18.08 i 29.08)
1. 0:0
2. 0:1 Germán Rivarola 45

### Sekcja 2 (Brazylia)
Fluminense FC - Santos FC 2:1 i 1:2, karne 4:2 (mecze 17.08 i 31.08)
1. 1:0 Tuta 42, 1:1Elton 55, 2:1 Gabriel 63
2. 1:0 Tuta 45+2, 1:1 Edmilson 83, 1:2 Geílson 89

Goiás EC - SC Corinthians Paulista 0:2 i 1:1 (mecze 17.08 i 31.08)
1. 0:1 Dinelson 17, 0:2 Fabrício 34
2. 0:1 Ronny 26, 1:1 Paulo Baier 87

SC Internacional - São Paulo FC 2:1 i 1:1 (mecze 17.08 i 01.09)
1. 1:0 Elder Granja 35, 1:1 Mineiro 39, 2:1 Gustavo 58
2. 1:0 Souza 42, 1:1 Fernandão 58

EC Juventude - Cruzeiro EC 1:3 i 1:0 (mecze 17.08 i 01.09)
1. 0:1 Diego 9, 1:1 Tucho 21, 1:2 Martínez 32, 1:3 Diego 37
2. 1:0 Éderson 2

### Sekcja 3 (Chile,Peru)
Pierwsza faza:

Club Universidad de Chile - CD Universidad Católica 1:2 i 1:0 (mecze 11.08 i 25.08)
1. 1:0 Juan Manuel Olivera 2, 1:1 Jorge Quinteros 42, 1:2 Eduardo Rubio 81k
2. 1:0 Hugo Droguett 52

Universitario de Deportes - Alianza Atlético 1:1 i 1:1, karne 1:4
1. 0:1 Henry Ramírez 74, 1:1 Luis Tonelotto 75
2. 0:1 Francisco Ferreyra 24, 1:1 Luis Tonelotto 56

Druga faza (30.08 i 07.09):

CD Universidad Católica - Alianza Atlético 5:0 i 0:2 (drugi mecz w Piura)
1. 1:0 Eduardo Rubio 18k, 2:0 Eduardo Rubio 25, 3:0 Darío Conca 68, 4:0 Nicolás Núñez 80, 5:0 Nicolás Núñez 84
2. 0:1 Francisco Ferreyra 2, 0:2 Víctor Miranda 58k

### Sekcja 4 (Boliwia,Ekwador)
Pierwsza faza:

Club The Strongest - Club Bolívar 2:1 i 2:1 (mecze 11.08 i 25.08)
1. 0:1 Juan Matías Fischer 20, 1:1 Ronald Gutiérrez 58k, 2:1 Pablo Escobar 79
2. 0:1 Augusto Andaveris 24, 1:1 Alvaro Ricaldi 52, 2:1 Líder Paz 77

CD El Nacional - LDU Quito 3:4 i 2:1 (mecze 09.08 i 25.08)
1. 0:1 Luis Garcés 19, 1:1 David Quiroz 35, 1:2 Franklin Salas 40, 2:2 Cléver Chalá 59, 2:3 Néicer Reasco 73, 3:3 Leonardo García 78, 3:4 Alejandro Castillo 85s
2. 1:0 Cristian Lara 11, 2:0 David Quiroz 56k, 2:1 Roberto Palacios 83

Druga faza (30.08 i 08.09:

Club The Strongest - LDU Quito 2:1 i 3:0
1. 0:1 Néiser Reasco 37, 1:1 Pablo Escobar 54, 2:1 Sandro Coelho 67
2. 1:0 Sandro Coelho 23, 2:0 Pablo Escobar 52, 3:0 Luis Cristaldo 65

### Sekcja 5 (Paragwaj,Urugwaj)
Pierwsza faza:

Defensor Sporting - Danubio FC 2:3 i 3:1 (mecze 16.08 i 23.08)
1. 1:0 Sebastián Taborda 4, 1:1 Ignacio González 10, 1:2 Juan Salgueiro 65, 2:2 Sebastián Taborda 81, 2:3 Pablo Lima 86
2. 0:1 Juan Salgueiro 7, 1:1 Nelson Semperena 30, 2:1 Maximiliano Pereyra 63, 3:1 Sebastián Taborda 64

Club Guaraní - Cerro Porteño 1:2 i 2:1, karne 3:4 (mecze 09.08 i 23.08)
1. 0:1 Jorge Achucarro 11, 0:2 Jorge Achucarro 16, 1:2 Marcial Garay 90+1
2. 1:0 Pedro Chavez 22, 2:0 Pedro Irala 43k, 2:1 Julio Dos Santos 75k

Druga faza (30.08 i 06.09):

Cerro Porteño - Defensor Sporting 2:0 i 1:1 (pierwszy mecz w Ciudad del Este).
1. 1:0 Domingo Salcedo 42, 2:0 Alejandro da Silva 49
2. 1:0 Julio Dos Santos 29, 1:1 Williams Martínez 77k

### Sekcja 6 (Kolumbia,Wenezuela)
Pierwsza faza:

Deportivo Cali - Atlético Nacional 2:0 i 0:2, karne 6:7 (mecze 16.08 i 23.08)
1. 1:0 Ricardo Ciciliano 26k, 2:0 Nelson Rivas 68
2. 0:1 Oscar Echeverry 11, 0:2 Hugo Morales 24

Trujillanos FC - Mineros de Guayana 3:1 i 2:1 ((mecze 18.08 i 24.08, pierwszy mecz w Barquisimeto)
1. 1:0 Yesid Zapata 52, 2:0 Yesid Zapata 68, 2:1 Daniel Noriega 70, 3:1 Orlando Cordero 81
2. 1:0 Yesid Zapata 10, 1:1 Daniel Noriega 43k, 2:1 Guillermo Santo 78

Druga faza (30.08 i 08.09):

Trujillanos FC - Atlético Nacional 1:5 i 0:2 (pierwszy mecz w Maracaibo)
1. 0:1 Hugo Morales 4, 0:2 Marcelo Ramos 36, 0:3 Cristián Marrugo 45, 1:3 Martín Brignani 51, 1:4 Víctor Hugo Aristizábal 62, 1:5 Aldo Ramírez 88
2. 0:1 Marcelo Ramos 36, 0:2 Cristian Marrugo 49

## 1/8 finału
D.C. United - CD Universidad Católica 1:1 i 2:3 (mecze 13.09 i 22.09)
1. 0:1 Jorge Quinteros 45, 1:1 Jamil Walker 81
2. 1:0 Christian Gómez 15, 2:0 Christian Gómez 27, 2:1 Jorge Quinteros 40, 2:2 Darío Conca 78, 2:3 Jorge Quinteros 86

SC Corinthians Paulista - CA River Plate 0:0 i 1:1 (mecze 14.09 i 28.09)
1. 0:0
2. 0:1 Jonathan Santana 15, 1:1 Marinho 90+1

CA Vélez Sarsfield - Cruzeiro EC 2:0 i 1:2 (mecze 14.09 i 28.09)
1. 1:0 Lucas Castromán 27, 2:0 Lucas Castromán 34
2. 0:1 Diego 15, 1:1 Lucas Castromán 40, 1:2 Diego 74

Fluminense FC - CA Banfield 3:1 i 0:0 (mecze 14.09 i 28.09)
1. 0:1 Jesús Dátolo 12, 1:1 Leandro 14, 2:1 Tuta 70, 3:1 Tuta 86
2. 0:0

Rosario Central - SC Internacional 0:1 i 1:1 (mecze 15.09 i 29.09)
1. 0:1 Rafael Sobis 69
2. 0:1 Jorge Wagner 52k, 1:1 Germán Rivarola 57

Cerro Porteño - CA Boca Juniors 2:2 i 1:5 (mecze 21.09 i 29.09)
1. 0:1 Neri Cardozo 2, 0:2 Rodrigo Palacio 12, 1:2 Walter Fretes 20, 2:2 Pedro Benítez 31
2. 0:1 Juan Krupoviesa 8, 0:2 Martín Palermo 66, 1:2 Edwin Avalos 69, 1:3 Guillermo Barros Schelotto 71, 1:4 Neri Cardozo 87, 1:5 Federico Insúa 89

Pumas UNAM - Club The Strongest 3:1 i 1:2 (mecze 20.09 i 05.10)
1. 1:0 Bruno Marioni 5, 2:0 Aldo de Nigris 43, 2:1 Pablo Escobar 84, 3:1 Martín Cardetti 90
2. 0:1 Líder Paz 38, 1:1 Ailton 40, 1:2 Líder Paz 90+2

 Club América - Atlético Nacional 3:3 i 4:1 (mecze 21.09 i 05.10, pierwszy mecz w Los Angeles)
1. 0:1 Gerardo Bedoya 2, 1:1 Claudio López 26, 1:2 Víctor Hugo Aristizabal 41, 2:2 Kléber Pereira 65, 3:2 Christian Giménez 84, 3:3 Héctor Hurtado 90+2
2. 0:1 Marcelo Ramos 22, 1:1 Aarón Padilla 59, 2:1 Kléber Boas 70, 3:1 Kléber Boas 77, 4:1 Kléber Boas 83

## 1/4 finału
Fluminense FC - CD Universidad Católica 2:1 i 0:2 (mecze 18.10 i 09.11)
1. 1:0 Juan 24, 2:0 Dejan Petkovic 36, 2:1 Miguel Ponce 90+3
2. 0:1 Jorge Quinteros 41, 0:2 Francisco Arrué 66

SC Corinthians Paulista - Pumas UNAM 2:1 i 0:3 (mecze 19.10 i 09.11)
1. 1:0 Hugo 34, 2:0 Bobó 70, 2:1 Antonio De Nigris 90+2
2. 0:1 Bruno Marioni 67k, 0:2 Leandro Augusto 88, 0:3 Bruno Marioni 90+1

SC Internacional - CA Boca Juniors 1:0 i 1:4 (mecze 19.10 i 10.11)
1. 1:0 Fernandão 90+3
2. 0:1 Rodrigo Palacio 6, 1:1 Rafael Sobis 65, 1:2 Martín Palermo 74, 1:3 Rodrigo Palacio 76, 1:4 Rodrigo Palacio 90

 Club América - CA Vélez Sarsfield 0:2 i 0:2 (mecze 19.10 i 02.11, pierwszy mecz na stadionie Cruz Azul)
1. 0:1 Mauricio Pellegrino 6, 0:2 Leandro Gracián 54
2. 0:1 Marcelo Bustamante 65, 0:2 Leandro Somoza 77k

## 1/2 finału
CA Vélez Sarsfield - Pumas UNAM 0:0 i 0:4 (mecze 23.11 i 30.11)
1. 0:0
2. 0:1 Marco Palacios 17, 0:2 Bruno Marioni 50, 0:3 Bruno Marioni 76, 0:4 Bruno Marioni 87

CA Boca Juniors - CD Universidad Católica 2:2 i 1:0 (mecze 24.11 i 01.12)
1. 1:0 Federico Insúa 71, 1:1 Facundo Imboden 74, 1:2 Jorge Quinteros 78, 2:2 Martín Palermo 83
2. 1:0 Rolando Schiavi 59

## FINAŁ
Pumas UNAM - CA Boca Juniors 1:1 i 1:1, karne 3:4
6 grudnia 2005 Estadio Olímpico Universitario Meksyk (65000)

Pumas UNAM - CA Boca Juniors 1:1(0:1)

Sędzia: Jorge Larrionda (Urugwaj)

Bramki: 0:1 Rodrigo Palacio 30, 1:1 Joaquín Botero 53

Żółte kartki: Castro, Verón, Pineda / Schiavi, Gago, Ibarra

Club Universidad Nacional Autónoma de Ciudad de México: Sergio Bernal, Israel Castro, Joaquín Beltrán, Darío Verón, Marco Antonio Palacios, Gonzalo Pineda, Gerardo Galindo, Leandro Augusto, Ailton Da Silva (46 Joaquín Botero), Bruno Marioni, Antonio de Nigris (46 Ismael Iñiguez); Trener: Miguel España.

Club Atlético Boca Juniors: Roberto Abbondanzieri, Rolando Schiavi, Juan Krupoviesa, Daniel Díaz, Fernando Gago, Hugo Ibarra, Pablo Ledesma, Daniel Bilos (76 Neri Cardozo), Federico Inzúa (87 Matías Silvestre), Rodrigo Palacio, Martín Palermo (85 Marcelo Delgado); Trener: Alfio Basile.
18 grudnia 2005 Estadio La Bombonera Buenos Aires (56000)

CA Boca Juniors - Pumas UNAM 1:1(1:0), karne 4:3

Sędzia: Carlos Amarilla (Paragwaj)

Bramki: 1:0 Martín Palermo 31, 1:1 Bruno Marioni 54k

Karne: 0:0 Leandro, 0:0 Guillermo Barros Schelotto, 0:1 Gonzalo Pineda, 1:1 Federico Insúa, 1:1 Joaquín Beltrán, 1:1 Martín Palermo, 1:2 Martín Cardetti, 2:2 Rolando Schiavi, 2:3 Bruno Marioni, 3:3 Marcelo Delgado, 3:3 Gerardo Galindo, 4:3 Roberto Abbondanzieri

Żółte kartki: Ibarra, Abbondanzieri, Palacio, Palermo / Ailton, Marioni, Galindo

Club Atlético Boca Juniors: Roberto Abbondanzieri; Hugo Ibarra, Rolando Schiavi, Daniel Díaz, Juan Krupoviesa; Sebastián Battaglia, Fernando Gago (71 Pablo Ledesma), Daniel Bilos (85 Guillermo Barros Schelotto); Federico Insúa; Martín Palermo, Rodrigo Palacio (87 Marcelo Delgado); Trener: Alfio Basile.

Club Universidad Nacional Autónoma de Ciudad de México: Sergio Bernal; Israel Castro, Joaquín Beltrán, Darío Verón, Gonzalo Pineda; Marco Palacios, Gerardo Galindo, Leandro, Aílton (46 Ismael Iñiguez); Bruno Marioni, Joaquín Botero (79 Martín Cardetti); Trener: Miguel España.

## Klasyfikacja strzelców bramek
| Gole | Piłkarz         | Klub                    |
| ---- | --------------- | ----------------------- |
| 7    | Bruno Marioni   | Pumas UNAM              |
| 6    | Jorge Quinteros | CD Universidad Católica |
| 5    | Rodrigo Palacio | CA Boca Juniors         |
| 4    | Kléber Boas     | Club América            |
| 4    | Martín Palermo  | CA Boca Juniors         |
| 4    | Diego           | Cruzeiro EC             |
| 4    | Tuta            | Fluminense FC           |
| 4    | Pablo Escobar   | Club The Strongest      |